# Viktor Modzalevskij
Viktor Igor'evič Mozdalevskij (in russo Виктор Игорьевич Модзалевский?; Aktjubisk, 13 aprile 1943 – Tula, 20 novembre 2011) è stato uno schermidore sovietico, vincitore di una medaglia d'argento ed una medaglia di bronzo nella scherma ai giochi olimpici.
È morto nel 2011 a Tula in Russia causa un incidente stradale, aveva 68 anni.